# 安州駅
安州駅（アンジュえき、朝鮮語: 안주역）は、朝鮮民主主義人民共和国平安南道安州市にある駅で、价川線に属する。

## 歴史
- 1916年5月13日：開業[1]。

## 隣の駅
价川線
新安州青年駅 - 安州駅 - 北松里駅